# Courage
Pour les articles homonymes, voir courage (homonymie).

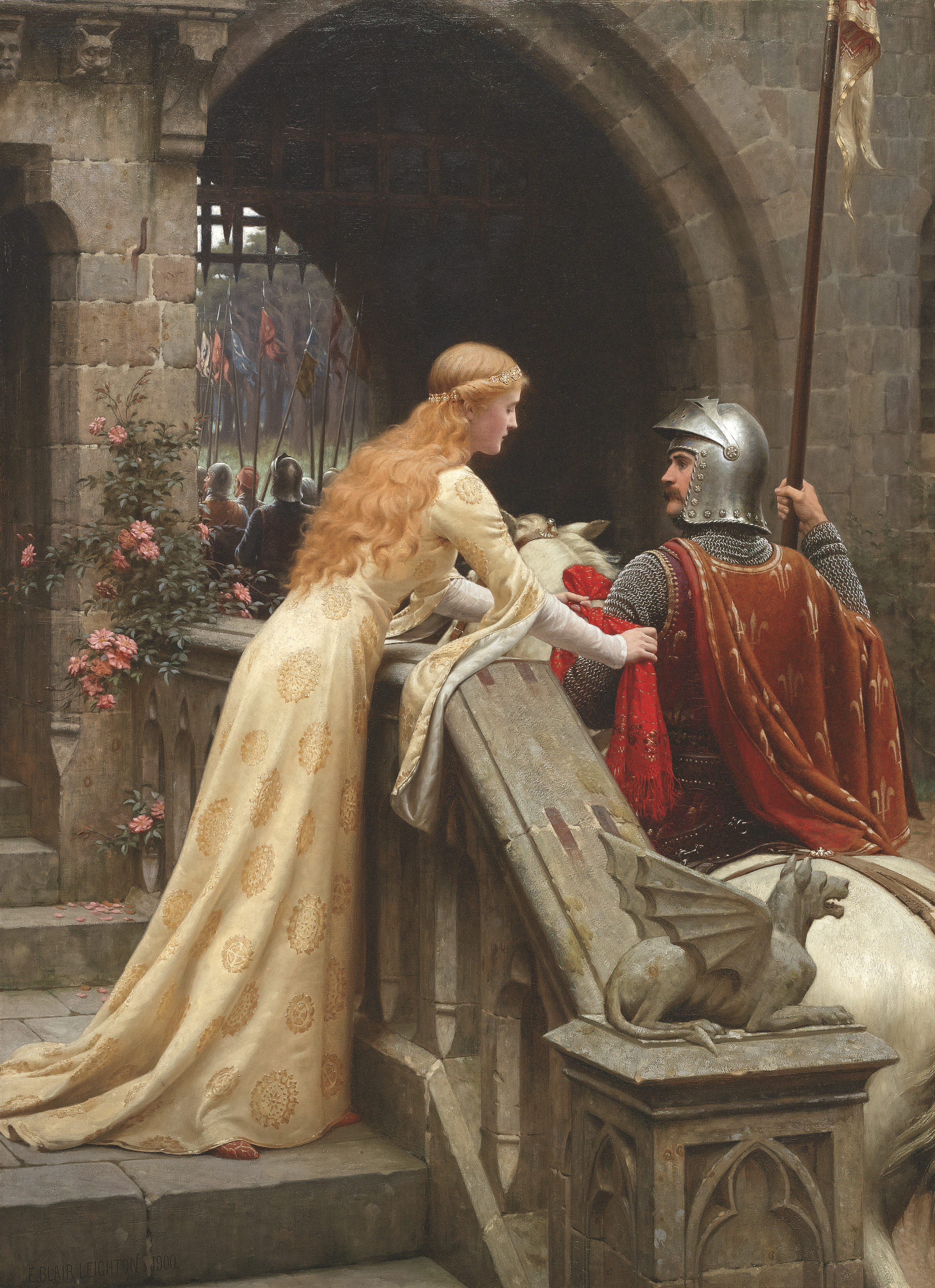
Le courage dans les représentations collectives : départ du chevalier à la guerre, encouragé par sa dame (Godspeed par Edmund Leighton, 1900)

Le courage (dérivé de cœur) est une vertu qui permet d'entreprendre des choses difficiles en surmontant la peur, et en affrontant le danger, la souffrance, la fatigue. Depuis l'antiquité et dans la plupart des civilisations, le courage est considéré comme l'une des principales vertus, indispensable aux héros. Son contraire est la lâcheté.
Le courage est à distinguer d'autres notions à connotations plus péjoratives, comme l'audace ou la témérité, pour lesquelles le moteur de l'action n'est pas la peur, mais le désir ou l'orgueil.  Selon André Comte-Sponville, le courage doit être guidé par le sens de la justice ; il n'est estimable que lorsqu'il est accompagné d'altruisme.
En psychologie, le courage est considéré comme un trait de caractère de la personnalité.
Le courage authentique requiert l'existence de la peur, ainsi que le surpassement de celle-ci dans l'action. Lorsque le danger est confronté sans peur, on parle plutôt d'« assurance » ou, de façon plus péjorative, d'inconscience, notamment lorsque le danger est manifestement sous-estimé.

## Conception philosophique du courage

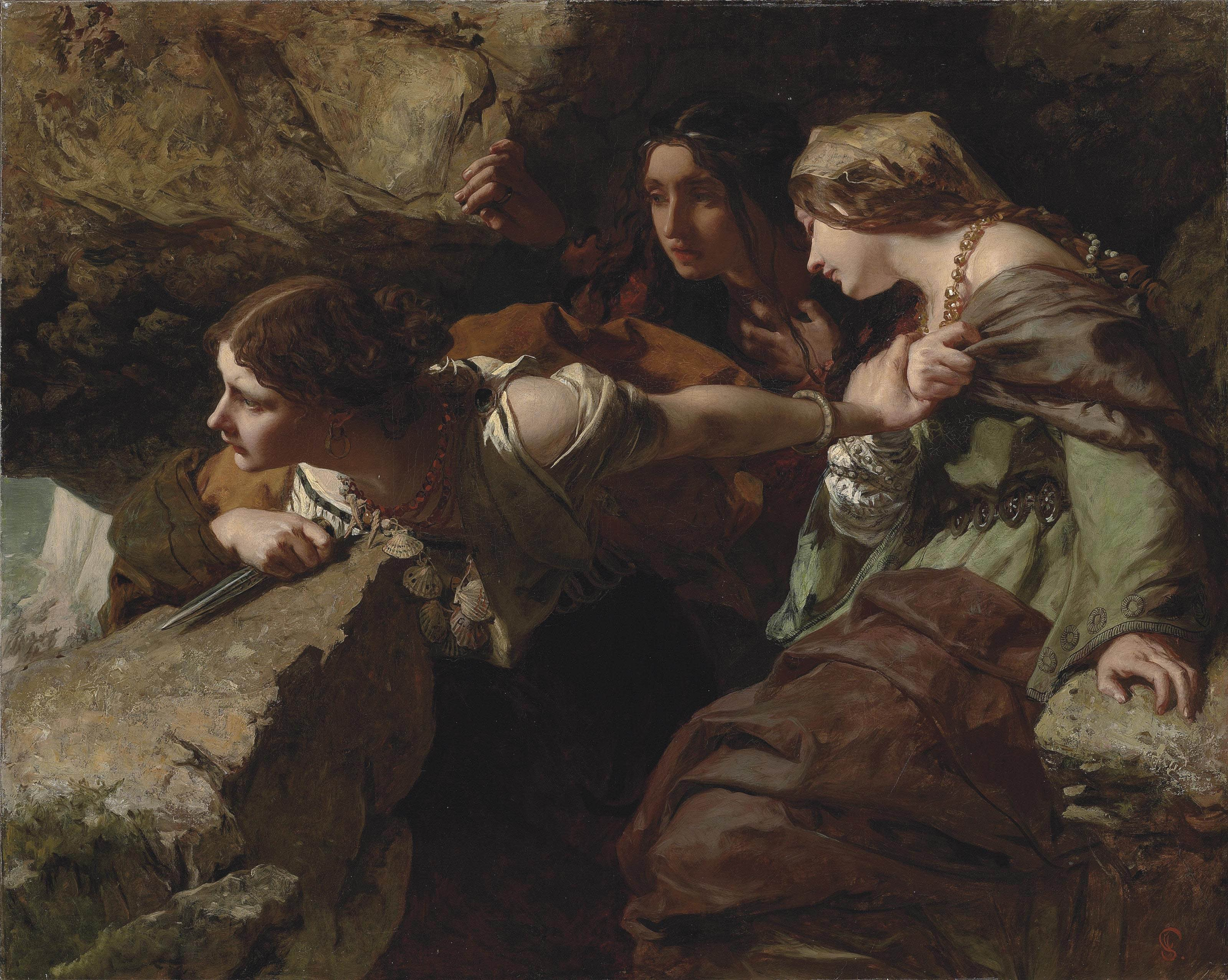
Allégorie du courage (Courage, Anxiety and Despair: Watching the Battle par James Sant, vers 1850)

### Antiquité grecque
Depuis Platon le courage, ou force d'âme, est considéré comme l'une des quatre vertus cardinales, les trois autres étant la prudence, la tempérance et la justice. Platon analyse le courage dans le Lachès ; la philosophe Louise Rodrigue en donne la définition suivante « si l’on rassemble tous les éléments non réfutés du dialogue : vertu consistant dans l’affrontement d’un ennemi – au sens large du terme – qui est propre à l’agent et qui le menace réellement, action qu’il exécute avec fermeté, c’est-à-dire en tenant ferme jusqu’à l’issue du combat, laquelle fermeté ne repose pas sur un savoir technique, mais sur la confiance issue de la connaissance de sa bonne action, fermeté qui lui permet par ailleurs de faire face au sentiment inspiré par la connaissance du danger, la crainte, laquelle contribue néanmoins à la vertu en conférant à l’agent sa combativité. »
La notion d’andreia (en grec ancien : ἀνδρεία) désigne le courage, en tant que synonyme de virilité. Il est une des quatre vertus platoniciennes, avec la Justice, la Sagesse et la Tempérance. Selon les Définitions du pseudo-Platon, le courage est l’« état de l’âme qui ne se laisse pas ébranler par la crainte ; hardiesse au combat ; science des choses relatives à la guerre ; fermeté de l’âme face à ce qui est effrayant et terrible ; audace au service de la tempérance ; intrépidité dans l’attente de la mort ; état d’une âme qui garde sa capacité de juger correctement dans les périls ; force qui fait contrepoids au péril ; force de persévérer dans la vertu ; calme de l’âme en présence de ce qui, suivant la droite raison, paraît devoir déclencher terreur ou confiance ; capacité de ne pas se laisser aller à la lâcheté sous l’effet de la terreur que fait naître l’épreuve de la guerre ; état de fidélité constante à la foi ».

## Courage et combat

### Courage social
Le courage social, aussi qualifié de courage civil, désigne une forme d’action qui se fait à l'intention des autres. Cette définition implique un très grand nombre de pratiques charitables qui permettent d'intervenir, de s'engager et de défendre des valeurs, des situations sociales. 
Il existe de nombreux épisodes hagiographiques allant dans ce sens. La charité de Martin de Tours, qui en plein hiver, cède son manteau à une personne transie de froid, en est un exemple.
La non-violence peut-être synonyme de courage, comme en témoigne le cliché de Marc Riboud intitulé La fille à la fleur.

### Pratiques guerrières et militaires
Les pratiques guerrières sont associées à la vertu de courage. Dans les représentations collectives, la personne qui part en guerre (le soldat, le chevalier etc.) s'expose au danger de façon volontaire, voire au sacrifice de sa propre vie. Dans ces situations, le courage inclut le sang-froid, la bravoure et l’humilité.

## Conception orientale du courage
Au Japon, le courage (勇 - Yuu en japonais) est une des notions fondamentales du Bushido. Inazo Nitobe en donne cette description

« Le courage, s’il n’était pas mis au service de la justice, était à peine digne d'être considéré comme une vertu. Confucius dans ses Entretiens, le définit comme à son habitude, par ce qu'il n'est pas. « Comprendre ce qui est juste », dit-il, « et ne pas le faire, démontre l'absence de courage ». Cette maxime reprise dans un sens positif peut se lire ainsi : « Le courage consiste à faire ce qui est juste ». Se risquer à tous les hasards, s'exposer, se lancer impunément dans les bras de la mort, passent pour des marques de valeur, et dans le métier des armes, une telle témérité, que Shakespeare appelle : « la sœur illégitime de la valeur », est injustement applaudie. Il n'en va pourtant pas ainsi dans les préceptes de la chevalerie. Mourir pour une cause qui n'en vaut pas la peine est « une mort de chien ». « Se précipiter au cœur d'une bataille et tomber aux champs d'honneur, dit un prince du Clan Mito, est assez facile et n'excède pas les moyens du plus simple des rustres. Mais le vrai courage est de vivre quand il faut vivre, et de mourir seulement quand il faut mourir ». Une distinction souvent faite en Occident entre le courage physique et le courage moral est chez nous une ancienne et intime évidence. Quel jeune samouraï n'entendit jamais parler de la différence entre « grande bravoure » et « bravoure du voleur » ? »

Selon Chögyam Trungpa, rinpoché du bouddhisme tibétain : « On pourrait s'imaginer qu'au moment de faire l'expérience du courage on entendrait l'ouverture de la cinquième symphonie de Beethoven ou bien on verrait une immense explosion dans le ciel, mais il n'en est rien. Dans la tradition Shambhala, c'est en travaillant la vulnérabilité du cœur humain qu'on découvre le courage. »